# Somlóvecse, Veszprém
Somlóvecse  este un sat în districtul Devecser, județul Veszprém, Ungaria, având o populație de 97 de locuitori (2011). 

## Demografie
Componența etnică a satului Somlóvecse
     Maghiari (94,19%)
     Germani (5,81%)
Componența confesională a satului Somlóvecse
     Romano-catolici (42,27%)
     Reformați (17,53%)
     Luterani (15,46%)
     Necunoscută (24,74%)
Conform recensământului din 2011, satul Somlóvecse avea 97 de locuitori. Din punct de vedere etnic, majoritatea locuitorilor (94,19%) erau maghiari, cu o minoritate de germani (5,81%). Nu există o religie majoritară, locuitorii fiind romano-catolici (42,27%), reformați (17,53%) și luterani (15,46%). Pentru 24,74% din locuitori nu este cunoscută apartenența confesională.